# Oley Dibba-Wadda
Oley Dibba-Wadda (Oley Lucretia Clara Dibba-Wadda, geb. 24. März 1967 in Oxford) ist eine gambische Entwicklungspolitikerin mit den Schwerpunkten Bildung und Gender.

## Familie und Ausbildung
Dibba-Wadda kam in Oxford zur Welt, wo ihr Vater Omar Baboucar Yusupha Dibba zu dieser Zeit studierte. Ihre Mutter ist Lucretia Eleanor Clara Dibba, geborene Carayol. Ihren ersten Vornamen erhielt sie von ihrer Großmutter väterlicherseits. Sie ist mit Lucretia Ayeshemi Joof, der ersten weiblichen gambischen Abgeordneten, verwandt. Sie hat drei jüngere Geschwister und ist mit dem bekannten gambischen Sportler Bye Malleh Wadda (auch: Bai Malleh Wadda) verheiratet und hat eine Tochter und vier Söhne.

## Karriere
Nach dem Besuch der St. Joseph’s High School erwarb sie einen Master in Gender Analysis in Development an der University of East Anglia in Norwich, Großbritannien.
Sie war als erste Frau Geschäftsführerin der Association for the Development of Education in Africa (ADEA) der Afrikanischen Entwicklungsbank. Außerdem war sie Geschäftsführerin der Nichtregierungsorganisation Femmes Africa Solidarité (FAS) und des Forum for African Women Educationalists (FAWE).
Zudem war sie globale Botschafterin (Global Ambassador) für Concern Universal (heute United Purpose) und als Beraterin für Oxfam, Great Britain, the Commonwealth Education Fund und den Europäischen Entwicklungsfonds tätig.
Für ihre Arbeit wurde ihr 2013 der Women Leadership Award verliehen.
Dibba-Wadda gründete 2017 die Wohltätigkeits- und Bildungsorganisation Gam Africa Institute for Leadership (GAIL) und ist dort Präsidentin und CEO.
Seit Juli 2017 ist sie Direktorin für Human Capital, Youth and Skills Development der Afrikanischen Entwicklungsbank.
Ende 2017 veröffentlichte sie ihre Autobiografie Memoirs of an African Woman on a Mission, die von der gambischen Vizepräsidentin Fatoumata Tambajang vorgestellt wurde.
Anfang Januar 2020 trat sie öffentlich der gambischen Partei United Democratic Party bei.